# Волинський науковий ліцей
Волинський науковий ліцей Волинської обласної ради — загальноосвітній навчальний заклад з поглибленим вивченням окремих предметів та профільним навчанням у місті Луцьку. Організація, зміст і форми роботи ліцею забезпечують виконання соціального замовлення, тобто надання його випускникам повноцінних знань з основ наук на рівні державного стандарту та понад ним, можливості для свідомого вибору майбутньої професії, продовження освіти у вищих навчальних закладах відповідного профілю. Ліцей став амбасадором з навчання та виховання абітурієнтів медичних, технічних та гуманітарних спеціальностей. В ліцеї регулярно проводяться дні знань, де учні практично закріплюють свої знання та вміння. З 2004 року і по сьогодні залишається найкращим закладом освіти на Волині

## Історія
Згідно з рішенням Волинського облвиконкому № 241-р від 5 червня 1991 року на базі Обласної станції юних натуралістів відкрито Обласний ліцей природничого профілю. Було сформовано дві навчальні групи: педагогічну і лісогосподарську. Так постав перший у регіоні навчальний заклад нового типу для здібної та обдарованої молоді з сільської місцевості.
У 1996 році навчальний заклад перейменовано у Волинський ліцей-інтернат.
У серпні 2018 року Волинський ліцей-інтернат перейменовано у Волинський науковий ліцей-інтернат Волинської обласної ради.
У серпні 2021 року Волинський ліцей-інтернат Волинської обласної ради перейменовано у Волинський науковий ліцей Волинської обласної ради.

## Ліцей сьогодні
Сьогодні у ліцеї навчається майже 300 учнів 8-11 класів з усіх районів і міст Волинської області. Тут відпрацьована методика, вироблена система відбору дітей на навчання. Дирекція ліцею, педагогічний колектив при зарахуванні на навчання надають перевагу дітям із сільської місцевості. Цьому передує копітка робота із дирекціями сільських шкіл, батьками, зустрічі на місцях тощо. Результатом проведеної роботи є те, що майже 70 % ліцеїстів — сільські діти. У розпорядженні закладу є пансіон для дітей з територіальних громад усієї області. Усім учням організоване безоплатне харчування.
Навчання у ліцеї розпочинається з 8-го класу. 

## Профілі навчання
- математичний (поглиблене вивчення математики);
- хіміко-біологічний (поглиблене вивчення хімії і біології);
- суспільно-гуманітарний (поглиблене вивчення правознавства та історії).

## Науково-дослідницькі напрями
- хіміко-біологічне та економічне відділення, яке має 6 секцій;
- фізико-математичне відділення та відділення обчислювальної техніки і програмування, яке має 5 секцій;
- у відділенні філології та мистецтвознавства працює 7 секцій.

## Хіміко-біологічний профіль
На вивчення хімії відводиться – 4 години у тиждень (8,9, 10 класи) і 6 годин у тиждень в 11-у класі.
На вивчення біології – 4 години у тиждень (8-9-і класи) і 5 годин у тиждень (10-11-і класи).
- Генетика;
- Життя рослин;
- Ботаніка;
- Зоологія;
- Функціонування живих систем;
- Розв'язання задач із загальної біології;
- Розв'язання задач з хімії.

## Математичний профіль
На вивчення математики відводиться 9 годин у тиждень (8,10,11 класи) і 8 годин (9-й клас).
- Розв'язування нестандартних задач з математики;
- Задачі із параметрами;
- Основи комп’ютерної графіки;
- Олімпіадні задачі з фізики;
- Фінансова грамотність.

## Суспільно-гуманітарний профіль
На вивчення історії відводиться – 5 годин у тиждень (8-9-і класи) і 7 годин у тиждень (10-11-і класи).
- Практичне право;
- Ми - громадяни України;
- Живи за правилами;
- Визначні постаті України.